# 魚湖 (印第安納州)
魚湖（英語：Fish Lake）是位於美國印地安納州拉波特縣的一個人口普查指定地區。

## 人口
根據2010年美國人口普查的數據，魚湖的面積為4.88平方千米，當中陸地面積為3.99平方千米，而水域面積為0.89平方千米。當地共有人口5853人，而人口密度為每平方千米1,199.39人。